# Намниаури
Намниаури (груз. ნამინაური) — село в Грузии, на территории Адигенского муниципалитета края (мхаре) Самцхе-Джавахети.

## География
Село находится в южной части Грузии, к востоку от реки Кваблиани, на расстоянии 9 километров (по прямой) к северо-западу от посёлка городского типа Адигени, административного центра муниципалитета. Абсолютная высота — 1594 метра над уровнем моря.

## Население
По результатам официальной переписи населения 2014 года, в Намниаури проживало 130 человек (64 мужчины и 66 женщин). В национальной структуре населения грузины составляли 100 %.
| Год  | Население, человек |
| ---- | ------------------ |
| 2002 | 148                |
| 2014 | ↘ 130              |